# 水晶体嚢
水晶体嚢（すいしょうたいのう、英: lens capsule）とは眼の構成要素の1つ。水晶体嚢は弾性に富む膜様の構造物であり、恒常的な圧力下でその性質を維持する。結果として、水晶体は球形に近い構造となる傾向があり、この形態は近距離における焦点を合わせるためであると推測されている。